# كيت بوش
كاثرين بوش (بالإنجليزية: Kate Bush) (المشهورة بكيت بوش) (من مواليد 30 يوليو 1958) هي مغنية وكاتبة أغاني وموسيقية وملحنة ومنتجة أسطوانات وراقصة إنجليزية.
بدأت بوش في كتابة الأغاني في سن الحادية عشرة. ووقعت مع شركة إي إم آي ريكوردز، بعد أن ساعدها ديفيد غيلمور من بينك فلويد في إنتاج شريط تجريبي. في عام 1978، في سن التاسعة عشرة، تصدرت قائمة الأغاني الفردية في المملكة المتحدة لمدة أربعة أسابيع بأغنيتها المنفردة الأولى "Wuthering Heights"، لتصبح أول فنانة تحقق المركز الأول في المملكة المتحدة بأغنية كتبتها بنفسها بالكامل. وصل ألبومها الأول The Kick Inside (1978)، إلى المرتبة الثالثة على قائمة ألبومات المملكة المتحدة.

## ألبوماتها
| الألبوم                   | بالإنجليزية       | السنة |
| ------------------------- | ----------------- | ----- |
| الركلة الكامنة في الأعماق | The Kick Inside   | 1978  |
| قلب الأسد                 | Lionheart         | 1978  |
| أبدا لدائما               | Never for Ever    | 1980  |
| الحلم                     | The Dreaming      | 1982  |
| سِباع الحُبّ                 | Hounds of Love    | 1985  |
| العالَم الحِسِّيّ              | The Sensual World | 1989  |
| الحذاء الأحمر             | The Red Shoes     | 1993  |
| هوائي                     | Aerial            | 2005  |
| إصدار المُخرج              | Director's Cut    | 2011  |
| خمسون وصفًا للثلج          | 50 Words For Snow | 2011  |

## روابط خارجية
- كيت بوش على موقع IMDb (الإنجليزية)
- كيت بوش على موقع ميتاكريتيك (الإنجليزية)
- كيت بوش على موقع الموسوعة البريطانية (الإنجليزية)
- كيت بوش على موقع روتن توميتوز (الإنجليزية)
- كيت بوش على موقع ألو سيني (الفرنسية)
- كيت بوش على موقع ميوزك برينز (الإنجليزية)
- كيت بوش على موقع رولينغ ستون (الإنجليزية)
- كيت بوش على موقع أول موفي (الإنجليزية)
- كيت بوش على موقع قاعدة بيانات الأفلام السويدية (السويدية)
- كيت بوش على موقع إن إن دي بي (الإنجليزية)